# Войнічень
Войнічень, Войнічені (рум. Voiniceni) — село у повіті Муреш в Румунії. Входить до складу комуни Чеуашу-де-Кимпіє.
Село розташоване на відстані 271 км на північний захід від Бухареста, 8 км на північ від Тиргу-Муреша, 72 км на схід від Клуж-Напоки, 135 км на північний захід від Брашова.

## Населення
За даними перепису населення 2002 року у селі проживали 946 осіб.
Національний склад населення села:
| Національність | Кількість осіб | Відсоток |
| -------------- | -------------- | -------- |
| румуни         | 784            | 82,9%    |
| цигани         | 158            | 16,7%    |

Рідною мовою назвали:
| Мова      | Кількість осіб | Відсоток |
| --------- | -------------- | -------- |
| румунська | 798            | 84,4%    |
| циганська | 145            | 15,3%    |